# Anica Čok
Anica Čok (poročena Kalan), slovenska učiteljica in prosvetna delavka, * 6. april 1894, Katinara pri Trstu, † 7. november 1970, Trst .
Rodil se je očetu učitelju Andreju in materi Ivani (Johana, rojena Černigoj). Učiteljišče je končala v Gorici (1913), učiteljski usposobljenostni izpit je opravila 1916 v Ljubljani. Poučevala je v šolah v Trstu in okolici (1913–1926). V Marijinem domu v Trstu je režirala deset iger, v katerih je igrala tudi mlajša sestra Jelica ter istočasno igrala v slovenskem gledališču v Narodnem domu pod Skrbinškovo režijo in pela v učiteljskem pevskem zboru tudi kot solistka. Leta 1927 se je poročila z Josipom Emilom Kalanom in presela v Tolmin ter nehala poučevati. Z možem, ki je bil tudi učitelj ter bil večkrat premeščen, se je preselila v razne kraje, tudi v notranjost Italije. Po moževi smrti je leta 1946 ponovno začela poučevati, prvo leto v Brescii (1946–1947), od leta 1947 do upokojitve 1963 pa na Katinari. V rojstnem mestu je delovala v odboru ženske podružnice Ciril-Metodove družbe, bila odbornica Prosvetnega društva Lonjer-Katinara, vodila otroški pevski zgor ter se ponovno posvetila gledališki režiji. Sodelovala je tudi pri listu Galeb.